# .yu
.yu는 유고슬라비아 사회주의 연방공화국과 세르비아 몬테네그로에서 쓰이던 국가 코드 최상위 도메인이다. 세르비아와 몬테네그로가 2007년 별도의 .rs와 .me를 인수하면서 전환 기간이 시작되었고 .yu 도메인은 마침내 2010년 3월 30일에 만료되었다. 그러므로 현재는 사용되지 않는다.

## 같이 보기
- .rs